# Kajakarstwo na Igrzyskach Afrykańskich 2019
Kajakarstwo na Igrzyskach Afrykańskich 2019 odbywało się w dniach 28–30 sierpnia 2019 roku na Lac du Barrage Mohammed Ben Abdellah położonym w Sala.
Zawody były jedną z kwalifikacji do LIO 2020.

## Podsumowanie

### Klasyfikacja medalowa
| Klasyfikacja medalowa | Klasyfikacja medalowa             | Klasyfikacja medalowa | Klasyfikacja medalowa | Klasyfikacja medalowa | Klasyfikacja medalowa |
| Miejsce               | państwo                           | Złoto                 | Srebro                | Brąz                  | Razem                 |
| --------------------- | --------------------------------- | --------------------- | --------------------- | --------------------- | --------------------- |
| 1                     | Południowa Afryka                 | 8                     | 1                     | 1                     | 10                    |
| 2                     | Nigeria                           | 4                     | 0                     | 0                     | 4                     |
| 3                     | Tunezja                           | 3                     | 6                     | 6                     | 15                    |
| 4                     | Wyspy Świętego Tomasza i Książęca | 1                     | 1                     | 1                     | 3                     |
| 5                     | Mozambik                          | 1                     | 1                     | 0                     | 2                     |
| 6                     | Maroko                            | 1                     | 0                     | 1                     | 2                     |
| 7                     | Egipt                             | 0                     | 4                     | 5                     | 9                     |
| 8                     | Senegal                           | 0                     | 3                     | 1                     | 4                     |
| 9                     | Angola                            | 0                     | 2                     | 1                     | 3                     |
| 10                    | Algieria                          | 0                     | 0                     | 2                     | 2                     |
| Razem                 | Razem                             | 18                    | 18                    | 18                    | 54                    |

### Medaliści
| Konkurencja     | 1. miejsce                                                                               | 2. miejsce                                                           | 3. miejsce                                                                               |           |
| Mężczyźni       | Mężczyźni                                                                                | Mężczyźni                                                            | Mężczyźni                                                                                | Mężczyźni |
| --------------- | ---------------------------------------------------------------------------------------- | -------------------------------------------------------------------- | ---------------------------------------------------------------------------------------- | --------- |
| K-1 200 metrów  | Chrisjan Coetzee                                                                         | Mohamed Ali Mrabet                                                   | Ali Ahmed                                                                                |           |
| K-1 1000 metrów | Mohamed Ali Mrabet                                                                       | Louis Hattingh                                                       | Oussama Djabali                                                                          |           |
| K-2 200 metrów  | Południowa Afryka · Chrisjan Coetzee · Jarred Gibson                                     | Egipt · Momen Mahran · Ali Ahmed                                     | Tunezja · Outail Khatali · Mohamed Ali Mrabet                                            |           |
| K-2 1000 metrów | Południowa Afryka · Louis Hattingh · Jarred Gibson                                       | Tunezja · Outail Khatali · Mohamed Ali Mrabet                        | Egipt · Ahmed Elbedwihy · Amr Abouzeid                                                   |           |
| K-4 500 metrów  | Południowa Afryka · Chrisjan Coetzee · Jarred Gibson · Louis Hattingh · Sifiso Masina    | Egipt · Amr Abouzeid · Ali Ahmed · Ahmed Elbedwihy · Momen Mahran    | Algieria · Abdelhamid Djellouli · Ayoub Haidra · Samir Laouar · Abderrahmane Ouldkaddour |           |
| C-1 200 metrów  | Ghailene Khattali                                                                        | Joaquim Lobo                                                         | Buly Da Conceicao Triste                                                                 |           |
| C-1 1000 metrów | Ghailene Khattali                                                                        | Buly Da Conceicao Triste                                             | Sanda Benilson                                                                           |           |
| C-2 200 metrów  | Mozambik · Nordino Mussa · Tualibudine Mussa                                             | Angola · Manuel Jose Miego Antonio · Aldair Domingos Paulo Neto      | Tunezja · Ghailene Khattali · Mohamed Kendaoui                                           |           |
| C-2 1000 metrów | Wyspy Świętego Tomasza i Książęca · Buly Da Conceicao Triste · Roque Fernandes Dos Ramos | Angola · Manuel Jose Miego Antonio · Aldair Domingos Paulo Neto      | Tunezja · Ghailene Khattali · Mohamed Kendaoui                                           |           |
| Kobiety         |                                                                                          |                                                                      |                                                                                          |           |
| K-1 200 metrów  | Esti van Tonder                                                                          | Khaoula Sassi                                                        | Samaa Ahmed                                                                              |           |
| K-1 500 metrów  | Esti van Tonder                                                                          | Khaoula Sassi                                                        | Samaa Ahmed                                                                              |           |
| K-2 200 metrów  | Maroko · Laila Bouchir · Chaymaa Guemra                                                  | Egipt · Samaa Ahmed · Farah Mohamed                                  | Południowa Afryka · Bridgitte Hartley · Donna Hutton                                     |           |
| K-2 500 metrów  | Południowa Afryka · Bridgitte Hartley · Donna Hutton                                     | Tunezja · Afef Ben Ismail · Khaoula Sassi                            | Egipt · Samaa Ahmed · Farah Mohamed                                                      |           |
| K-4 500 metrów  | Południowa Afryka · Bridgitte Hartley · Donna Hutton · Nosipho Mthembu · Esti Van Tonder | Egipt · Rawan Abouarram · Habiba Ahmed · Samaa Ahmed · Farah Mohamed | Maroko · Zina Aboudalal · Laila Bouchir · Chaymaa Guemra · Salma Khabot                  |           |
| C-1 200 metrów  | Ayomide Emmanuel Bello                                                                   | Oulimata Ba Fall                                                     | Nedra Trabelsi                                                                           |           |
| C-1 500 metrów  | Ayomide Emmanuel Bello                                                                   | Nedra Trabelsi                                                       | Combe Seck                                                                               |           |
| C-2 200 metrów  | Nigeria · Ayomide Emmanuel Bello · Tubereferia Goodness Foloki                           | Senegal · Oulimata Ba Fall · Combe Seck                              | Tunezja · Ghada Belhaj · Nedra Trabelsi                                                  |           |
| C-2 500 metrów  | Nigeria · Ayomide Emmanuel Bello · Tubereferia Goodness Foloki                           | Senegal · Oulimata Ba Fall · Combe Seck                              | Tunezja · Ghada Belhaj · Nedra Trabelsi                                                  |           |